# Limec
Limec (bułg. Лимец) – wieś w Bułgarii, w obwodzie Kyrdżali, w gminie Krumowgrad. W 2023 roku liczyła 47 mieszkańców.